# Villapia
Villapia (Tiracua in dialetto milanese, AFI: [ˌtiːraˈcuː(u)a], fino al 1940 Tiracoda) è una frazione del comune di Parabiago in provincia di Milano.

## Origini del nome
Fino al 1940 la frazione Villapia era chiamata Tiracoda. Vi sono varie ipotesi sull'origine dell'antico nome: secondo una di queste pare traesse da un cognome localmente diffuso; altre due riportate da Egidio Gianazza da terra cölda storpiatura dialettale di terra colda, o da terra di coda, data la posizione esterna dell'abitato rispetto agli altri nuclei interni al Comune di Parabiago; ma la più accreditata è quella che intende farlo derivare dal latino tauri cauda ("coda di toro") e quindi da un avamposto (osteria, stazione di ristoro o di stallo, ecc.) di origine romana con tale insegna, su una mulattiera di campagna o addirittura sulla via per un'ipotetica Ara Lunae (Altare della Luna), alla base del nome della vicina Arluno. Un'altra leggenda narra che un abitante di questo piccolo paese tirò la coda al cavallo di Federico Barbarossa facendolo cadere durante la battaglia di Legnano.
Durante la cerimonia di consacrazione della Chiesetta di Sant'Anna, avvenuta il 26 maggio 1938, il Cardinale Idelfonso Schuster propose il cambio di nome della frazione; quindi in data 2 dicembre 1940 il decreto reale numero 1858 autorizzava il Comune di Parabiago a mutare la denominazione da Tiracoda a Villapia, per due principali motivi: in onore a Papa Pio XI ed in riconoscimento della "pia" opera dei fedeli che collaborarono alla sua edificazione.

## Storia
Non vi sono rilevanti notizie storiche sulla frazione.

## Monumenti e luoghi d'interesse

### Architetture religiose

#### Chiesetta di Sant'Anna
La sobria chiesetta in stile moderno, edificata tra il 1937 ed il 1938, è situata in piazza Risorgimento, centro della frazione e sede del mercato rionale. In passato esisteva una chiesetta di proprietà privata edificata nel 1739, del quale oggi non vi sono più tracce, ad esclusione di qualche elemento architettonico sito in una corte della piazza centrale.

## Economia

### Industria
In paese ha sede lo stabilimento della Rancilio, produttrice di macchine da caffè ed affini.